# André Graindorge
André Graindorge (* 1616 in Caen; † 13. Januar 1676 ebenda) war ein französischer Arzt und Philosoph.

## Leben
André Graindorge entstammte einer angesehenen, in Caen in der Normandie ansässigen Familie. Er war ein jüngerer Bruder des Altertumsforschers Jacques Graindorge und studierte Medizin und Naturwissenschaften an der Universität Montpellier. Nach der Erlangung der medizinischen Doktorwürde begab er sich auf die Einladung Claude de Rebés, des Erzbischofs von Narbonne, in diese Stadt, wo er 20 Jahre lang erfolgreich als praktischer Arzt tätig war.
In den Mußestunden, die ihm seine Berufsgeschäfte ließen, setzte Graindorge seine philosophischen, naturhistorischen und physikalischen Forschungen fort. Er legte seine Ansichten über die Zeugung der Tiere in einem die bisherigen Systeme gründlich beurteilenden Traktat (Animadversiones in futilem Figuli exercitationem medicam de principiis foetus, Narbonne 1658) nieder. Dieses Werk stellte eine polemische Schrift gegen die vom französischen Arzt Raymond Restaurand verfasste Abhandlung De principiis foetus (1657) dar und war noch später für die Geschichte der verschiedenen Theorien über die Entstehung des Fötus brauchbar. Graindorge selbst, der unter den antiken Philosophen Epikur am meisten achtete und unter den neueren Philosophen vorzugsweise Pierre Gassendi folgte, war zu sehr in philosophischen Vorurteilen befangen, als dass er der Wahrheit hätte nahekommen können.
Nach dem Tod seines Bruders Jacques kehrte Graindorge um 1660 in seine Vaterstadt zurück, um das Familienanwesen in Prémont nahe Caen zu übernehmen und sich um die zwei verwaisten Kinder seines Bruders zu kümmern. Auch wollte er sich nun in Ruhe mit wissenschaftlichen Arbeiten beschäftigen. Er wurde in Caen mit so großer Auszeichnung aufgenommen, dass er mehrere ihm sogleich übertragene Ehrenämter, obwohl sie ihm lästig waren, nicht abzulehnen vermochte. Größeres Vergnügen bereitete es ihm, mit den in Caen und in der Umgebung lebenden Gelehrten in Verbindung zu treten. Insbesondere schloss er sich Pierre Daniel Huet, dem Bischof von Avranches, an. Mit diesem gründete er 1662 anlässlich des Erscheinens eines Kometen die kurzlebige Académie de physique de Caen. Zur Feier dieser Stiftung veröffentlichte er auch seine Abhandlung über die Beschaffenheit des Feuers, des Lichtes und der Farben (Dissertatio de natura ignis, lucis et colorum, Caen 1664). Diese Schrift entstand als Reaktion auf das kurz zuvor publizierte Werk De lucis natura et proprietate von Isaac Vossius.
Einige Monate vor seinem Tod wurde Graindorge von einer sonderbaren Krankheit befallen. Diese äußerte sich dadurch, dass er des Nachts im Schlaf mit lauter Stimme zusammenhängend sprach, seine Diener herbeirief, ihnen Fragen vorlegte und ihnen Befehle erteilte, ohne zu erwachen. Dieser Zustand ging zuletzt in ein heftiges Fieber über, dem er am 13. Januar 1676 erlag, ohne die Pläne zu mehreren physikalischen Werken ausgeführt zu haben.
Zwei in das Gebiet der Physik gehörende Abhandlungen (Statera aeris und De origine formarum) fanden sich in seinem Nachlass, wurden aber nicht gedruckt. Dagegen wurde eine naturhistorische Schrift über den Ursprung der Trauerenten (Traité de l’origine des macreuses) 1680 von Thomas Malouin herausgegeben. Viele Leute glaubten nämlich damals noch, die Trauerente, die im Winter aus dem Norden an die französischen Küsten kommt, entstände aus Muscheln, weil diese Wasservögel besonders nach einer Muschel einige Meter tief ins Wasser tauchen. Andere ließen sie gar aus faulem Holz entstehen. Graindorge widerlegte diese Meinungen und fügte außerdem so ansprechende naturgeschichtliche Untersuchungen hinzu, dass der bekannte Naturforscher Pierre Joseph Buc’hoz es der Mühe wert hielt, die selten gewordene Schrift zusammen mit Pierre Formis Abhandlung über das Frauenhaar (De l’adianton ou cheveu de Vénus, Montpellier 1644) unter dem Titel Traités très-rares concernant l’histoire naturelle (Paris 1780) wieder abdrucken zu lassen.